# 余秉諺
余秉諺（Lance Yu，1978年5月21日—），本名余中寧，臺灣男藝人，著名本土劇小生。

## 婚姻
與同門師妹王依蕾於2013年11月登記結婚

## 作品

### 電視劇
| 年份   | 頻道       | 劇名             | 飾演          |
| ------ | ---------- | ---------------- | ------------- |
| 2005年 | 東森戲劇台 | 好美麗診所       | 喬瑟夫        |
| 2005年 | 東森戲劇台 | 好美麗診所！嘿哈 | 喬瑟夫        |
| 2005年 | 三立都會台 | 住左邊住右邊     | 馬丁          |
| 2006年 | 華視       | 超級拍檔         | 薛浩平        |
| 2007年 | 華視       | 太陽的女兒       | 尹達魯        |
| 2008年 | 中視       | 翻滾吧！蛋炒飯   | Jerry         |
| 2008年 | 華視       | 歡喜來逗陣       | 警察          |
| 2009年 | 華視       | 開封有個包青天   | 林國一        |
| 2009年 | 民視       | 終極三國         | 華雄          |
| 2010年 | 中視       | 妻子們的戰爭     | 梅立文        |
| 2010年 | 台視       | 雙龍傳           | 錢一本        |
| 2010年 | 三立都會台 | 偷心大聖PS男     | Peter         |
| 2011年 | 台視       | 前男友           | 大馬          |
| 2011年 | 台視       | 獅子的女兒       | 鄭立哲        |
| 2011年 | 中視       | 美樂。加油       | Andy          |
| 2012年 | 三立都會台 | 向前走向愛走     | Jerry         |
| 2012年 | 民視       | 廉政英雄         | 唐定軍        |
| 2012年 | MTV        | PM10-AM03        | 木村          |
| 2012年 | 華視       | 粉愛粉愛你       | 莊嘉旭        |
| 2013年 | 民視       | 廉政英雄         | 簡少軒        |
| 2013年 | 台視       | 結婚好嗎？       | 陳冠軍        |
| 2014年 | 民視       | 龍飛鳳舞         | 陳天龍        |
| 2014年 | 民視       | 嫁妝             | 張建明        |
| 2015年 | 中視       | 必娶女人         | 蕭先生        |
| 2016年 | 民視       | 春花望露         | 王光明        |
| 2016年 | 民視       | 阿不拉的三個女人 | 黃茂林        |
| 2017年 | 民視       | 實習醫師鬥格     | 孫彥哲        |
| 2018年 | 民視       | 微笑。淚         | 白雪          |
| 2018年 | 民視       | 大時代           | 李志前 林志前 |
| 2019年 | 東森綜合台 | 如果愛，重來     | 總編輯        |
| 2019年 | 三立台灣台 | 炮仔聲           | 詹威凱        |
| 2020年 | 三立台灣台 | 天之驕女         | 王正彥 蕭正彥 |
| 2022年 | 三立台灣台 | 一家團圓         | 張正男        |

#### 電影
- 2008年《黑道診所》飾 黑鶴
- 2012年《遺忘的旅程》(水保局微電影)

### 主持
- 東風衛視《娛樂在亞洲》代班主持人
- 亞洲旅遊台《中國不一樣》主持人
- 華視《千萬要成功》主持人
- 八大電視台《伊林的秘密花園》(與俞凡鏮、蔡淑臻、陳思璇合作主持)

### 出版
- 2005 伊林模男的異想世界
- 2013 名模這樣練出人魚線

## 外部連結
- 余秉諺的Facebook專頁
- 余秉諺的Instagram帳戶
- 余秉諺的新浪微博
- 伊林模特兒經紀公司
- YouTube上的《余秉諺就醬玩 LPG》頻道